# Hato Viejo (Arecibo)
Hato Viejo es un barrio ubicado en el municipio de Arecibo en el estado libre asociado de Puerto Rico. En el Censo de 2010 tenía una población de 2045 habitantes y una densidad poblacional de 91,8 personas por km².. Limita al norte con el barrio Domingo Ruíz (Arecibo), al este con el barrio de Carreras (Arecibo), al sur con el barrio Río Arriba (Arecibo) y el barrio Santa Rosa (Utuado) y al oeste con los barrios de Tanamá (Arecibo) y Esperanza (Arecibo).

## Geografía
Hato Viejo se encuentra ubicado en las coordenadas 18°21′42″N 66°42′10″O / 18.36167, -66.70278. Según la Oficina del Censo de los Estados Unidos, Hato Viejo tiene una superficie total de 22.28 km², de la cual 22.16 km² corresponden a tierra firme y (0.52%) 0.12 km² es agua.

## Demografía
Según el censo de 2010, había 2045 personas residiendo en Hato Viejo. La densidad de población era de 91,8 hab./km². De los 2045 habitantes, Hato Viejo estaba compuesto por el 85.57% blancos, el 5.48% eran afroamericanos, el 0.34% eran amerindios, el 6.75% eran de otras razas y el 1.86% pertenecían a dos o más razas. Del total de la población el 99.27% eran hispanos o latinos de cualquier raza.